# Ogólnopolski Konkurs Poetycki im. Jacka Bierezina
Ogólnopolski Konkurs Poetycki im. Jacka Bierezina – doroczny konkurs dla poetów przed debiutem książkowym im. Jacka Bierezina. Nagrodą jest wydanie debiutanckiego tomiku. Konkurs organizuje Stowarzyszenie Pisarzy Polskich Oddział w Łodzi.

## I Edycja, 1995
Nagrodę Główną otrzymał Krzysztof Siwczyk z Gliwic za projekt tomu Dzikie dzieci.
Nominowani: Joanna Czajkowska, Andrzej Dorobek, Katarzyna Godlewska, Marta Karska, Krzysztof Jurek, Andrzej S. Konieczny, Katarzyna Michalewska, Janusz Purzycki, Marek Kośmider, Janusz Kotara, Edward Popławski, Piotr A. Sadkowski, Krzysztof Siwczyk, Joanna Szachowska, Krystyna Stołecka, Sławomir Szpa.
Jury: Aleksander Jurewicz, Krzysztof Karasek, Julian Kornhauser, Andrzej Strąk.

## II Edycja, 1996
Nagrodę Główną otrzymała Marta Podgórnik z Gliwic za projekt tomu Próby negocjacji.
Nominowani: Marek Leszek Barański, Jakub Koteras, Krzysztof Gedroyć, Piotr Leszczak, Paweł Mamot, Marcin Mały, Marta Podgórnik, Piotr Zazula.
Jury: Julian Kornhauser, Leszek Szaruga, Andrzej Strąk.

## III Edycja, 1997
Nagrodę Główną otrzymał Janusz Wałek z Krakowa za projekt tomu Kwartety kopenhaskie.
Nominowani: Katarzyna Ciesielska, Agnieszka Karpowicz, Grażyna Lityńska, Ewa Elżbieta Nowakowska, Dariusz Radziejewski, Dorota Ryst, Krystyna Stołecka, Janusz Wałek, Maciej Woźniak.
Jury: Tomasz Burek, Aleksander Jurewicz, Krzysztof Karasek, Andrzej Strąk.

## IV Edycja, 1998
Nagrodę Główną otrzymała Klara Nowakowska z Warszawy za projekt tomu Zrosty.
Nagrodę Specjalną Jury dostała Anna Zięciak z Łodzi za projekt tomu Na cztery łapy.
Jury: Krzysztof Karasek, Iwona Smolka, Andrzej Strąk, Leszek Szaruga.

## V Edycja, 1999
Nagrodę Główną otrzymał Piotr Smolak z Krakowa za projekt Neue Wilde.
Nominowani: Grażyna Lityńska, Piotr Smolak, Krystyna Stołecka.
Jury: Marek Czuku, Zbigniew Dominiak, Lucyna Skompska, Andrzej Strąk, Konrad W. Tatarowski.

## VI Edycja, 2000
Nagrodę Główną otrzymał Andrzej Rathai z Zabrza za projekt tomu Przygody podmiotu.
Nagrodę Specjalną Jury dostał Jacek Dehnel z Gdańska za projekt tomu Pochwała przemijania.
Nominowani: Jacek Dehnel, Marcin Dobruchowski, Krzysztof Gryko, Małgorzata Jurczak, Miłosz Kamiński, Monika Milewska, Marek Andrzej Okoński, Andrzej Rathai.
Jury: Janusz Maciejewski (przewodniczący), Marek Czuku, Zbigniew Dominiak, Zdzisław Jaskuła, Antoni Pawlak, Lucyna Skompska, Andrzej Strąk.

## VII Edycja, 2001
Nagrodę Główną otrzymał Edward Pasewicz z Poznania za projekt tomu Mat o brzasku (tom ukazał się ostatecznie pod tytułem Dolna Wilda).
Nagrodę Specjalną Jury dostał Artur Ruman z Polic za projekt tomu Już...
Nominowani: Krzysztof Grzywaczewski, Marek Andrzej Okoński, Piotr Czerski, Edward Pasewicz, Artur Ruman.
Jury: Piotr Sommer (przewodniczący), Zbigniew Dominiak, Zdzisław Jaskuła, Lucyna Skompska, Andrzej Strąk.

## VIII Edycja, 2002
Nagrodę Główną otrzymał Paweł Piotrowicz z Wrocławia za projekt tomu Pierwszy plan.
Nagrodę Specjalną Jury dostała Justyna Bargielska z Warszawy za projekt tomu Dating sessions.
Nominowani: Justyna Bargielska, Anna Maria Goławska, Jacek Dehnel, Miłosz Kamiński, Paweł Piotrowicz, Krzysztof Woch.
Jury: Ewa Sułkowska-Bierezin (przewodnicząca), Krzysztof Siwczyk, Krystyna Kwiatkowska, Lucyna Skompska, Zdzisław Jaskuła, Andrzej Strąk i Leszek Szaruga.

## IX Edycja, 2003
Dwie równorzędne Nagrody Główne otrzymali Bartosz Konstrat z Wólki Bieleckiej w Lubelskiem za projekt tomu thanatos jeans i Piotr Kuśmirek z Białegostoku za projekt tomu Biblioteka napięć (tom Piotra Kuśmirka ukazał się ostatecznie pod tytułem Trio).
Nagrodę Publiczności dostał Jacek Dehnel z Gdańska za projekt tomu Lektury nadobowiązkowe.
Nominowani: Marcjusz Moroń, Bartosz Konstrat, Łukasz Bagiński, Rafał Wawrzyńczyk, Radosław Poczykowski, Joanna Obuchowicz, Piotr Mierzwa, Maciej Modzelewski, Piotr Kuśmirek, Artur Ruman, Jacek Dehnel, Paweł Woliński.
Jury: Andrzej Sosnowski (przewodniczący), Mariusz Grzebalski, Zdzisław Jaskuła, Jerzy Jarniewicz, Krzysztof Siwczyk, Lucyna Skompska i Andrzej Strąk.

## X Edycja, 2004
Nagrodę Główną otrzymał Szczepan Kopyt z Poznania za projekt tomu Wirtualna Polska (tom ukazał się ostatecznie pod tytułem [yass]).
Nagrodę Specjalną Jury dostała Anna A. Tomaszewska z Warszawy za projekt tomu Małe nic.
Nominowani: Łukasz Bagiński, Łukasz Jarosz, Krzysztof Kleszcz, Szczepan Kopyt, Przemysław Łośko, Mariusz Partyka, Marcin Perkowski, Mirosława Szychowiak, Anna Tomaszewska, Weronika Woźniak.
Jury: Krzysztof Siwczyk (przewodniczący), Marta Podgórnik, Piotr Smolak, Edward Pasewicz, Piotr Kuśmirek, Bartosz Konstrat.

## XI Edycja, 2005
Nagrodę Główną otrzymał Ryszard Będkowski z Sosnowca za projekt tomu Gorzkie jezioro.
Nagrodę Specjalną Jury dostał Mariusz Partyka z Zabrza.
Nagroda Publiczności: Przemysław Owczarek z Łodzi.
Nominowani: Ryszard Będkowski, Małgorzata Bogaczyk, Marcin Jagodziński, Michał Nowak, Marcin Orliński, Przemysław Owczarek, Mariusz Partyka, Julia Szychowiak.
Jury: Bohdan Zadura (przewodniczący), Karol Maliszewski, Krzysztof Siwczyk i Piotr Śliwiński.

## XII Edycja, 2006
Nagrodę Główną otrzymał Przemysław Owczarek z Łodzi za projekt tomu Rdza.
Nagroda Publiczności: ex aequo; Monika Mosiewicz z Pabianic i Przemysław Owczarek z Łodzi.
Nominowani: Ewa Maria Brzoza-Birk, Sławomir Elsner, Jacek Mączka, Krzysztof Kleszcz, Monika Mosiewicz, Magdalena Nowicka, Marzena Orczyk-Wiczkowska, Przemysław Owczarek, Piotr Tomczak, Teresa Radziewicz, Bohdan Sławiński, Lesław Wolak, Krzysztof Żok.
Jury: Janusz Drzewucki (przewodniczący), Piotr Kępiński i Maciej Melecki.

## XIII Edycja, 2007
Nagrodę główną otrzymała Joanna Lech z Krakowa za projekt tomu Nic z tego (tom ukazał się ostatecznie pod tytułem Zapaść).
Nagroda Specjalna Jury: Marcin Badura.
Nagroda Publiczności: Rafał Gawin z Justynowa.
Nominowani: Adam Buczkowski, Marcin Badura, Piotr Gajda, Rafał Gawin, Agata Zuzanna Jabłońska, Jacek Kawecki, Krzysztof Kleszcz, Joanna Lech, Monika Mosiewicz, Michał Murowaniecki, Zuzanna Ogorzewska, Teresa Radziewicz, Andrzej Ratajczak
Jury: Leszek Szaruga (przewodniczący), Maria Cyranowicz, Anna Kałuża, Roman Honet i Przemysław Owczarek.
W Turnieju Jednego Wiersza o Czekan Jacka Bierezina jury w składzie: Krystyna Stołecka (przewodnicząca), Maciej Melecki i Piotr Sobolczyk I nagrodę przyznało Piotrowi Gajdzie z Tomaszowa Mazowieckiego, II nagrodę – Michałowi Kobylińskiemu z Warszawy, natomiast III nagrodę – Konradowi Ciokowi z Łodzi i Rafałowi Gawinowi z Justynowa.

## XIV Edycja, 2008
Nagrodę Główną otrzymała Magdalena Gałkowska z Poznania za projekt tomu Fabryka tanich butów.
Wyróżnienia honorowe otrzymali Michał Kozłowski z Wrocławia oraz Aleksandra Zbierska z Poznania.
Nagroda Publiczności: Teresa Radziewicz z Juchnowca.
Nominowani: Izabela Chłond, Tomasz Dalasiński, Magdalena Gałkowska, Natalia Malek, Paweł Mamot, Michał Nowak, Jakub Sajkowski, Anna Wieser, Przemysław Witkowski, Michał Kozłowski, Aleksandra Zbierska, Teresa Radziewicz.
Jury: Agnieszka Wolny-Hamkało (przewodnicząca), Darek Foks i Adam Wiedemann.
W Turnieju Jednego Wiersza O Czekan Jacka Bierezina Jury w składzie: Marcin Orliński (przewodniczący), Łukasz Łachecki i Grzegorz Czekański przyznało następujące nagrody: I nagroda – Przemysław Owczarek z Łodzi, II nagroda – Przemysław Witkowski z Wrocławia, III nagroda – Piotr Gajda z Tomaszowa Mazowieckiego.

## XV Edycja, 2009
Nagrodę Główną otrzymał Przemysław Witkowski z Wrocławia za projekt tomu Preparaty.
Nagroda Publiczności: Kajetan Herdyński z Bournemouth (Wielka Brytania).
Nominowani: Rafał Baron, Tomasz Bąk, Joanna Borzęcka, Beniamin Maria Bukowski, Magdalena Dąbrowska-Sztaba, Kajetan Herdyński, Paweł Łęczuk, Natalia Malek, Piotr Nita, Jakub Sajkowski, Radosław Sączek, Przemysław Witkowski, Łukasz Witkowski.
Jury: Klara Nowakowska, Marta Podgórnik, Bartosz Konstrat, Piotr Kuśmirek i Edward Pasewicz (przewodniczący)
Turniej Jednego Wiersza o Czekan Jacka Bierezina. Jury: Agnieszka Jeżyk, Paweł Kaczmarski i Paweł Iwo Kaczorowski (przewodniczący). I nagroda – Rafał Gawin z Justynowa, II nagroda – Tomasz Kościelniak z Wrocławia, III nagroda – Piotr Gajda z Tomaszowa Mazowieckiego, wyróżnienie – Aleksandra Zbierska z Poznania.

## XVI Edycja, 2010
Nagrodę Główną otrzymała Justyna Krawiec z Łodzi.
Nagrodę Specjalną otrzymała Ilona Witkowska z Wrocławia.
Nagroda Publiczności: Kajetan Herdyński z Bournemouth (Wielka Brytania).
Nominowani: Mateusz Andała, Rafał Baron, Tomasz Bąk, Kajetan Herdyński, Grzegorz Jędrek, Damian Kowal, Justyna Krawiec, Mariusz Partyka, Agnieszka Smołucha, Ilona Witkowska.
Jury: Mariusz Grzebalski (przewodniczący), M.K.E. Baczewski, Jan Faber, Monika Mosiewicz (sekretarz), Ranete Schmidgall
Turniej Jednego Wiersza o Czekan Jacka Bierezina. Jury: Marcin Orliński (przewodniczący), Maciej Melecki i Jakub Skurtys. I nagroda – Kacper Płusa z Pabianic, II nagroda – Krzysztof Kleszcz z Tomaszowa Mazowieckiego, III nagroda (trzy równorzędne): Agnieszka Smołucha z Krakowa, Grzegorz Jędrek z Lipia i Piotr Gajda z Tomaszowa Mazowieckiego.

## XVII Edycja, 2011
Nagrodę Główną otrzymała Urszula Kulbacka z Ełku za projekt tomu Rdzenni mieszkańcy.
Nagroda Publiczności: Kajetan Herdyński.
Nominowani: Marek Pacukiewicz z Bytomia, Damian Kowal z Legnicy, Grzegorz Jędrek z Lublina, Rafał Krause z Gdyni, Ewa Olejarz z Zabrza, Kajetan Herdyński z Bournemouth, Urszula Kulbacka z Ełku, Klaudia Raczek z Krakowa, Jarosław Moser z Łodzi.
Jury: Jerzy Jarniewicz (przewodniczący), Julia Fiedorczuk, Joanna Mueller, Andrzej Niewiadomski, Jacek Podsiadło
Turniej Jednego Wiersza o Czekan Jacka Bierezina. Jury: Maciej Topolski (przewodniczący), Sławomir Płatek, Joanna Roś. I nagroda – Kacper Płusa z Pabianic, II nagroda – Grzegorz Jędrek z Lublina, III nagroda: Magdalena Gałkowska z Poznania.
źródło: salonliteracki.pl, plasterlodzki.pl

## XVIII Edycja, 2012
Nagrodę Główną otrzymał Paweł Tomanek z Warszawy za projekt tomu Sam tu, piesku.
Nagrodę Specjalną otrzymał Rafał Krause z Gdyni.
Nagroda Publiczności: Szymon Domagała-Jakuć z Łodzi.
Nominowani: Szymon Domagała-Jakuć z Łodzi, Katarzyna Kaczmarek z Lubicza Górnego, Damian Kowal z Legnicy, Rafał Krause z Gdyni, Piotr Nita z Częstochowy, Agnieszka Smołucha-Sładkowska z Tarczynka, Paweł Tomanek z Warszawy, Szymon Żuchowski z Warszawy.
Jury: Jacek Dehnel (przewodniczący), Julia Szychowiak, Zdzisław Jaskuła, Dariusz Suska
Turniej Jednego Wiersza o Czekan Jacka Bierezina. Jury: Monika Brągiel (przewodnicząca), Mateusz Bobowski, Sławomir Płatek. Jury przyznało trzy I nagrody – Krzysztof Kleszcz z Zaborowa, Krzysztof Szeremeta z Krakowa, Jarosław Zaręba z Łodzi. Wyróżnienie – Damian Kowal z Legnicy.
źródło: plasterlodzki.pl, salonliteracki.pl

## XIX Edycja, 2013
Nagrodę Główną otrzymał Tomasz S. Mielcarek z Purley w hrabstwie Surrey za projekt tomu Obecność.
Nagrodę Specjalną otrzymała Katarzyna Michalczak z Warszawy.
Nagrodę Publiczności: Damian Kowal.
Nominowani: Anna Adamowicz, Oliwia Betcher, Maciej Burda, Damian Kowal, Michał Kozłowski, Tomasz S. Mielcarek, Katarzyna Michalczak, Piotr Przybyła, Rafał Różewicz.
Jury: Bronisław Maj, Andrzej Strąk, Alina Świeściak, Grzegorz Wróblewski

## XX Edycja, 2014
Nagrodę Główną otrzymał Piotr Przybyła z Karpacza za projekt tomu Apokalipsa. After Party.
Nagrodę Specjalną otrzymał Michał Pranke.
Nagroda Publiczności: Piotr Przybyła.
Nominowani: Dominika Kaszuba, Piotr Machul, Marcin Niewirowicz, Wit Pietrzak, Michał Pranke, Piotr Przybyła, Radosław Sączek, Przemysław Wolski.
Jury: Anna Kałuża, Zdzisław Jaskuła, Karol Maliszewski, Andrzej Sosnowski
Turniej Jednego Wiersza O Czekan Jacka Bierezina. Jury: Dawid Gostyński, Patrycja Religa, Krzysztof Sztafa. Jury przyznało dwie I nagrody – Wojciech Kądziela, Michał Pranke. Wyróżnienia – Dominika Kaszuba, Marcin Kleinszmidt, Jakub Malinowski, Piotr Przybyła. Wyróżnienie honorowe – Henryk Zasławski

## XXI Edycja, 2015
Nagrodę Główną otrzymał Radosław Jurczak z Łomianek.
Nagrodę Specjalną otrzymał Marcin Tomczak z Ostrołęki.
Nagroda Publiczności: Marcin Mokry z Gliwic
Nominowani: Radosław Jurczak z Łomianek, Karol Ketzer z Osieki, Kamil Kwieciński z Grójca, Piotr Machul z Warszawy, Marcin Mokry z Gliwic, Paweł Nowakowski z Poznania, Ida Sieciechowicz z Madrytu, Marcin Tomczak z Ostrołęki.
Jury: Wojciech Bonowicz – przewodniczący, Lucyna Skompska, Maciej Robert i Marcin Orliński.
Turniej Jednego Wiersza O Czekan Jacka Bierezina. Jury: Jolanta Nawrot, Przemysław Owczarek i Marcin Orliński, I Nagroda: Tomasz Bąk z Tomaszowa Maz., dwie II nagrody: Kacper Płusa z Łodzi i Radosław Jurczak z Łomianek, dwie III nagrody: Piotr Przybyła z Karpacza i Dawid Koteja z Katowic.
źródło: silesius.wrocław.pl, salonliteracki.pl

## XXII Edycja, 2016
Nagrodę Główną otrzymała Katarzyna Michalczak z Warszawy,
Nagrody Specjalne otrzymali: Katarzyna Kowalewska z Woli Magnuszewskiej i Marcin Mokry z Gliwic
Nagroda Publiczności: Jan Rojewski z Łodzi
Wyróżnienia: Marcin Niewirowicz z Warszawy, Jakub Pszoniak z Bytomia, Adrian Tujek z Wrocławia
pozostałe nominacje: Tomasz Pierzchała, Łukasz Aleksander Witkowski
Jury: Jakub Kornhauser – przewodniczący, Izabela Kawczyńska, Kacper Bartczak
Turniej Jednego Wiersza o Czekan Jacka Bierezina – jury: Anna Mochalska, Małgorzata Chuk, Mirosława Szott. I nagroda: Radosław Jurczak, II nagroda: Roman Rojewski, III nagroda: Kacper Płusa, wyróżnienia: Marcin Mokry i Anna Maria Wierzchucka, wiersze zauważone: Damian Kowal, Krzysztof Schodowski, Marcin Kleinszmidt, Jakub Pszoniak i Krzysztof Kleszcz.
źródło: salonliteracki.pl

## XXIII Edycja, 2017
Jury: Jerzy Jarniewicz (przewodniczący), Maria Cyranowicz, Joanna Roszak
Nagroda Główna: Łukasz Kaźmierczak z Koluszek
Nagroda Specjalna: Klaudia Wiercigroch-Woźniak z Rajczy
Nagroda Publiczności: Aleksander Trojanowski z Wrocławia
pozostali nominowani/wyróżnieni: Sebastian Brejnak, Kuba Kapral, Patryk Kosenda, Tomasz Pierzchała, Marcin Pierzchliński, Paulina Witek, Bartek Zdunek
źródło: salonliteracki.pl

## XXIV Edycja, 2018
Jury: Monika Mosiewicz (przewodnicząca), Maciej Melecki, Radosław Wiśniewski
Nagroda Główna: Małgorzata Ślązak
Nagroda Specjalna: nie przyznano
Nagroda Publiczności: Aleksander Trojanowski
Wyróżnienia otrzymali pozostali nominowani: Paweł Bień, Joanna Bociąg, Monika Gromala, Patryk Kosenda, Joanna Pawlik, Paulina Pidzik, Marcin Radwan, Patrycja Sikora

## XXV Edycja, 2019
Jury: Marta Koronkiewicz (przewodnicząca), Małgorzata Lebda, Leszek Szaruga
Nagroda Główna: Joanna Bociąg
Nagroda Specjalna: Mateusz Żaboklicki
Nagroda Publiczności: Mateusz Żaboklicki
Nominowani/wyróżnieni: Joanna Bociąg, Tomasz Fijałkowski, Marcin Jarych, Natalia Kubicius, Marlena Prażmowska, Krzysztof Schodowski, Jakub Skwarło, Małgorzata Zagajewska-Wójcińska, Mateusz Żaboklicki, Katarzyna Szaulińska
Turniej Jednego Wiersza (jury: Michał Kowal, Anna Dwojnych, Emilia Gałczyńska, Jakub Sęczyk): I nagroda: Krzysztof Schodowski, II nagroda: Małgorzata Zagajewska-Wójcińska, III nagroda: Łukasz Barys, wyróżnienia: Krzysztof Kleszcz, Jakub Skwarło

## XXVI Edycja, 2020
Jury: Joanna Bociąg (przewodnicząca), Andrej Chadanowicz, Edward Pasewicz
Nagroda Główna: Maciej Konarski
Nagroda Specjalna: Jakub Sęczyk
Wyróżnienie: Małgorzata Oczak
Nagroda Publiczności: Małgorzata Zagajewska
pozostali nominowani: Tomasz Berrached, Marcin Dudek, Paweł Harlender, Łukasz Krajewski, Marcin Pierzchliński, Tomasz Wojtach
Turniej Jednego Wiersza o Czekan Jacka Bierezina, jury: Mateusz Sidor, Marcin Bałczewski i Rafał Gawin. I nagroda: Mateusz Żaboklicki, II nagroda: Rafał Derda, III nagroda: Justyna Wojdyło, wyróżnienia: Michał Mytnik, Joanna Nowak

## XXVII Edycja, 2021
Jury: Monika Glosowitz (przewodnicząca), Lucyna Skąpska, Jakub Skurtys
Nagroda Główna: Lula Sarnia
Nagroda Specjalna: Anouk Herman
Nagroda Publiczności: Andrzej Woźniak
Wyróżnienia (pozostali nominowani): Tomasz Berrached, Monika Maciasz, Małgorzata Osowiecka, Martyna Pankiewicz, Felix Rhau, Joanna Wojciechowska, Andrzej Woźniak
XVII Turniej Jednego Wiersza o Czekan Jacka Bierezina, jury: Mateusz Barczyk, Tomasz Bąk, Agata Ludwikowska. Nagrody (równorzędne): Andrzej Woźniak, Anouk Herman, Monika Maciasz, Radosław Wiśniewski

## XXVIII Edycja, 2022
Jury: Dorota Kozicka (przewodnicząca), Ewa Filipczuk, Paweł Kaczmarski
Nagroda Główna: Mateusz Szymczyk
Nagroda Specjalna: Oliwia Stępień
Nagroda Publiczności: Joanna Wróbel
Nagroda Ewy Filipczuk: Urszula Sikora
Wyróżnienia (pozostali nominowani): Mateusz P. Barczyk, Miłosz Fleszar, Aglaja Janczak, Aleksandra Kasprzak, Natalia Roguz
XVIII Turniej Jednego Wiersza o Czekan Jacka Bierezina, jury: Barbara Rojek, Jakub Pszoniak, Igor Szyiński. I nagroda: Jakub Sęczyk, II nagroda: Oliwia Stępień, III nagroda: Miłosz Fleszar, I wyróżnienie: Aleksandra Kasprzak, II wyróżnienie: Marcin Kleinschmidt

## XXIX Edycja, 2023
Jury: Weronika Janeczko (przewodnicząca), Łukasz Barys i Tomasz Bąk
Nagroda Główna: Joanna Paula Oklińska
Nagroda Specjalna: Olga Juskowiak
Nagroda publiczności: Aleksandra Kasprzak
Wyróżnienie specjalne: Krzysztof Holvik
Wyróżnienia (pozostali nominowani): Michał Dziedzic, Katarzyna Gąsiorek, Artur Kibiłda, Magdalena Łagosz, Izabela Poniatowska, Przemysław Wolski, Natalia Roguz

## XXX edycja 2024
Jury: Aneta Kamińska (przewodnicząca), Maria Cyranowicz, Radosław Jurczak, Przemysław Owczarek
Nagroda Główna: Łukasz Krajewski
Nagroda Specjalna: Karol Brzozowski
Nagroda Publiczności: Natalia Roguz
Wyróżnienia (pozostali nominowani): Monika Bistuła Czarnecka, Dominika Filipowicz, Ola Grudzińska, Michał Janik, Maciek Krotke, Jan Mokrzycki, Natalia Szumna
Wyróżnienie (nominowany nieobecny na finale): Przemysław Wolski